# Jakob Nielsen (matemático)
Jakob Nielsen (Mjels, Als; 15 de octubre de 1890 – Elsinor, 3 de agosto de 1959) fue un matemático danés conocido por sus trabajos sobre automorfismos de superficies. Nació en el pueblo de Mjels, en la isla de Als, al norte de Schleswig, en la actual Dinamarca. Su madre murió cuando él tenía 3 años, y en 1900 se fue a vivir con su tía y se matriculó en el Realgymnasium. En 1907 fue expulsado por pertenecer a un club ilícito de estudiantes. No obstante, se matriculó en la Universidad de Kiel en 1908.
Nielsen terminó su tesis doctoral en 1913. Poco después fue reclutado por la Marina Imperial Alemana. Fue destinado a la defensa costera. En 1915 fue enviado a Constantinopla como asesor militar del Gobierno turco. Después de la guerra, en la primavera de 1919, Nielsen se casó con Carola von Pieverling, médica alemana.
En 1920, Nielsen se incorporó a la Universidad Técnica de Breslau. Al año siguiente publicó un artículo en Mathematisk Tidsskrift en el que demostraba que cualquier subgrupo de un grupo libre finitamente generado es libre. En 1926, Otto Schreier generalizaría este resultado eliminando la condición de que el grupo libre sea finitamente generado; este resultado se conoce ahora como teorema de Nielsen-Schreier. También en 1921 Nielsen se trasladó a la Universidad Real Veterinaria y de Agricultura de Copenhague, donde permanecería hasta 1925, cuando se trasladó a la Universidad Técnica de Copenhague. También demostró el teorema de Dehn-Nielsen sobre los grupos de clases cartográficas.
Nielsen fue ponente en el Pleno de la ICM de 1936 en Oslo.
Durante la Segunda Guerra Mundial se hicieron algunos esfuerzos por llevar a Nielsen a Estados Unidos, ya que se temía que fuera agredido por los nazis. De hecho, Nielsen permanecería en Dinamarca durante la guerra sin ser acosado por los nazis.
En 1951, Nielsen fue nombrado catedrático de Matemáticas de la Universidad de Copenhague, puesto que quedó vacante tras la muerte de Harald Bohr. Renunció a este puesto en 1955 debido a sus compromisos internacionales, en particular con la UNESCO, donde formó parte del consejo ejecutivo de 1952 a 1958.